# كي موتش
كي موتش هي فرقة فتيان كورية جنوبية بأربعة أعضاء ظهروا في عام 2014 تحت إدارة تشروم إنترتينمنت. تشكلت الفرقة في منتصف عام 2013, الفرقة تتكون الآن من Kiu, G.Low, BornUs و Ato. والعضو السابق, Loki . الفرقة ظهرت في 7 يناير 2014 مع الإصدار أول ألبوم مصغر لهم Beyond the Ocean.

## فيديوغرافيا

### أغاني مصورة
| سنة  | عنوان                   | مدة  | ملاحظات                      |
| ---- | ----------------------- | ---- | ---------------------------- |
| 2014 | Good To Go (Story Ver.) | 4:55 | Featuring Crayon Pop's Ellin |
| 2015 | December 24             | 4:05 | Featuring Yoo Ara            |
| 2015 | On the Hook             | 3:38 | Featuring Yoo Ara            |

## روابط خارجية
- الموقع الرسمي